# Inesa Zajareuskaya
Inesa Valiantsinauna Zajareuskaya (en bielorruso: Інеса Валянцінаўна Захареўская; Minsk, URSS, 14 de agosto de 1973) es una deportista bielorrusa que compitió en remo.
Ganó una medalla de bronce en el Campeonato Mundial de Remo de 2002, en la prueba de cuatro scull. Participó en los Juegos Olímpicos de Sídney 2000, ocupando el cuarto lugar en la prueba de ocho con timonel.

## Palmarés internacional
| Campeonato Mundial | Campeonato Mundial | Campeonato Mundial | Campeonato Mundial |
| Año                | Lugar              | Medalla            | Prueba             |
| ------------------ | ------------------ | ------------------ | ------------------ |
| 2002               | Sevilla (España)   | Medalla de bronce  | Cuatro scull       |